# Кочканян, Сергей Левонович
Сергей Левонович Кочканян (род. 5 мая 2003 или 5 марта 2003, Сочи, Краснодарский край, Россия) — российский и армянский футболист, защитник.

## Карьера
Воспитанник «Ростова». Играл за команды клуба в молодёжном первенстве (2019/20 — 13 матчей, 2020/21 — 24 матча, 2021/22 — 23 матча) и ЮФЛ (2020/21 — 2 матча в ЮФЛ-1).
Единственный матч за главную команду «Ростова» сыграл 19 июня 2020 года в рамках премьер-лиги, когда в связи со вспышкой коронавирусной инфекции в клубе был заявлен на матч 23-го тура чемпионата против «Сочи», в котором вышел во втором тайме вместо Романа Романова.
В июле 2022 года перешёл в ставропольское «Динамо».
В августе 2023 года подписал контракт с калининградской «Балтикой»,  где начал выступать за фарм-клуб «Балтика-БФУ».